# Hrlica
Hrlica (allemand : Gerlitz,  hongrois : Gerlice) est un village de Slovaquie situé dans la région de Banská Bystrica.

## Histoire
La première mention écrite du village date de 1413.

## Démographie

### Évolution de la population
| Année:               | 1994. | 2004.    | 2014.   | 2024.    |
| -------------------- | ----- | -------- | ------- | -------- |
| Nombre de personnes: | 102   | 79       | 82      | 55       |
| Différence:          |       | -22,54 % | +3,79 % | -32,92 % |

| Année:               | 2023. | 2024.   |
| -------------------- | ----- | ------- |
| Nombre de personnes: | 56    | 55      |
| Différence:          |       | -1,78 % |